# Richard Lazarus
Richard Lazarus (New York, 3 maart 1922 – Walnut Creek, 24 november 2002) was een Amerikaans psycholoog van Russische afkomst. Als hoogleraar aan de vakgroep psychologie van de Berkeley Universiteit was hij pionier in het onderzoek naar stress en emoties, en naar hun relatie met cognitie. Lazarus was een onvermoeid pleitbezorger voor onderzoek naar wat hij omschreef als “het huwelijk tussen emoties en gedachten”.
De kern van Lazarus’ theorieën wordt gevormd door wat hij appraisal noemde. Hij meende dat mensen voordat ze een emotie voelen een, meestal onbewuste, beoordeling maken van de omstandigheden en wat die voor hen betekenen. Vanuit dat perspectief maken emoties een noodzakelijk deel uit van overleven.
Lazarus werd vooral bekend door zijn onderzoek naar coping. Hij schreef dertien boeken, waarvan vijf na zijn emeritaat in 1991.

## Publicaties (selectie)
- 1961: Adjustment and Personality.
- 1963: Personality and adjustment.
- 1964: The Nature of Psychological Inquiry.
- 1964: Psychological stress and the coping process.
- 1968: Patterns of adjustment and human effectiveness.
- 1991: Emotion and adaptation.
- 2005: Coping with aging
- 1984: Stress, appraisal, and coping.

- Bibsys: 90272521
- Biblioteca Nacional de España: XX1497586
- Bibliothèque nationale de France: cb12331201q (data)
- Catàleg d'autoritats de noms i títols de Catalunya: 981058521096906706
- CiNii: DA01246108
- Gemeinsame Normdatei: 120847752
- International Standard Name Identifier: 0000 0001 1027 9277
- Library of Congress Control Number: n78091252
- Nationale Bibliotheek van Letland: 000031257
- Bibliotheek van het Japanse parlement: 00447058
- Nationale Bibliotheek van Tsjechië: xx0119808
- Nationale Bibliotheek van Israël: 987007264217105171
- Nationale Bibliotheek van Polen: a0000001267082
- Nederlandse Thesaurus van Auteursnamen: 068755333
- Système universitaire de documentation: 032243294
- Virtual International Authority File: 61617957
- WorldCat: E39PBJh8HMVpWqwtRQrBWXmcfq